# 调笑令
《调笑令》，詞牌名。又名《古調笑》、《宮中調笑》、《調嘯詞》、《調嘯令》、《三臺令》等。三十二字，四仄韻，两平韻，兩疊韻。平仄韻遞轉，難在平韻再轉仄韻時，二言疊句必須用上六言的最後兩字倒轉爲之，故又名《轉應曲》。有人會連作數首，次首開頭兩字，用上一首的最末兩字，稱之《連環調笑令》。
本調以諧趣為主，允許破格，以不失吟詠和諧為主，是有格而不拘泥的典範。詞格本身是爲了吟詠上的和諧，若有利於整体和諧，稍有破格，則也未嘗不可。

## 词牌格式
平仄，〖平仄〗，仄仄平平平仄。平平仄仄平平，仄仄平平仄平。平仄，〖平仄〗，仄仄平平仄仄。
註：
平表示平聲；
仄表示仄聲；
仄表示本仄可平；
平表示本平可仄；粗體表示平聲韻腳或仄聲韻腳；：表示對偶；〖〗：表示疊韻。

## 例词

### 戴叔倫
轉應曲·邊草
邊草，邊草，邊草盡來兵老。山北山南雪晴，千里萬里月明。明月，明月，蘆笳一聲愁絕。

### 韋應物
調嘯令·胡馬
胡馬，胡馬，遠放燕支山下。跑沙跑雪獨嘶，東望西望路迷。迷路，迷路，邊草無窮日暮。
調嘯令·河漢
河漢，河漢，曉掛秋城漫漫。愁人起望相思，江南塞北別離。離別，離別，河漢雖同路絕。

### 王建
宮中調笑·團扇
團扇，團扇，美人病來遮面。玉顏憔悴三年，誰復商量管絃。絃管，絃管，春草昭陽路斷。
宮中調笑·楊柳
楊柳，楊柳，日暮白沙渡口。船頭江水茫茫，商人少婦斷腸。腸斷，腸斷，鷓鴣夜飛失伴。

### 蘇軾
調笑令
漁父，漁父，江上微風細雨。清蓑黃箬裳衣，紅酒白魚暮歸。歸暮，歸暮，長笛一聲何處。
調笑令
歸雁，歸雁，飲啄江南南岸。將飛卻下盤旋，塞外春來苦寒。寒苦，寒苦，藻荇欲生且住。